# 四国地方の重要文化財一覧
四国地方の重要文化財一覧（しこくちほうのじゅうようぶんかざい いちらん）
本項は、日本国の文化財保護法に基づき同国の文部科学大臣が指定した重要文化財（美術工芸品）の一覧である。

## 凡例

### 収録対象
- 本一覧の収録対象は、日本の文化財保護法第27条第1項に基づき文部科学大臣が指定した重要文化財のうち、「美術工芸品」に分類されるものである。重要文化財のうち「建造物」については、本一覧には収録していない。
- 四国地方にある重要文化財建造物については、別項「四国地方にある建造物の重要文化財一覧」を参照。
- ○印を付した物件は国宝である。なお、文化財保護法の規定では、国宝は重要文化財指定物件のうちから指定することとされている（同法第27条第2項）。
- 3件以上の重要文化財を有する社寺、博物館等で、ウィキペディア日本語版に記事があり、かつ、記事中に当該社寺、博物館等所有の文化財一覧が含まれている場合は、記事へのリンクのみを掲載した。これに該当する社寺、博物館等については、「一覧 (1)」に収録した。
- 日本国（文化庁）所有の考古資料のうち、出土地の地方公共団体によって保管・管理されているものについては、実際の保管先である都道府県の欄に記載した（四国地方には該当例なし）。
- 所有者が宗教法人・公益法人以外の法人（株式会社等）である場合は、法人名を省略し、単に「法人」と表記した。ただし、当該法人がギャラリー、資料館等を開設し、自ら文化財の公開を行っている場合はこの限りでない。
- 所有者の住所と文化財の保管場所とは必ずしも同一とは限らない。また、社寺、個人等所有の国宝・重要文化財については、国立・県立の博物館等に寄託されているものが多い。
- 文化庁の調査により「所在不明」とされている重要文化財については、「（所在不明）」と記し、旧所在地の都道府県の欄に収録した。[1]

### 典拠
- 2000年までの指定物件については文化庁編『国宝・重要文化財総合目録』（第一法規、1980）および『国宝・重要文化財大全 別巻』（所有者別総合目録・名称総索引・統計資料）（毎日新聞社、2000）を典拠とし、それ以降の新規指定、名称変更等については官報告示による。なお、所有者・所在場所の変更については、移動先の地方公共団体の文化財一覧、博物館の公式サイト等によって確認できる場合には、それを反映している。
- 個人所有物件については、原則的には『国宝・重要文化財大全 別巻』（所有者別総合目録・名称総索引・統計資料）に基づき、該当する都道府県の欄の最後に記載した。ただし、県境を越えての移動、個人から博物館等への所蔵先変更が、移動先の地方公共団体の文化財一覧、博物館の公式サイト等によって確認できる場合には、それを反映している。

## 徳島県

### 一覧 (1)
3件以上の重要文化財を有する社寺等で、ウィキペディア日本語版に記事があり、かつ、記事中に当該社寺等所有の文化財一覧が含まれているものについては、本欄に記載する。
以下の社寺等が所蔵する重要文化財については、リンク先の当該社寺、博物館等の項目を参照のこと。
- 雲辺寺

### 一覧 (2)
一覧 (1) に記載した以外の社寺等所有の文化財については以下に記載する。
徳島県（徳島県立埋蔵文化財総合センター保管）
- 突線袈裟襷文銅鐸 徳島市国府町矢野遺跡出土
- 徳島県観音寺・敷地遺跡出土品
- 徳島県矢野遺跡出土品

徳島市（徳島市立徳島城博物館保管）
- 徳島藩御召鯨船 千山丸 安政四年銘

 井戸寺  徳島市国府町井戸
- 木造十一面観音立像

 東照寺  徳島市福島
- 木造地蔵菩薩半跏像

 如意輪寺  徳島市多家良町
- 木造如意輪観音坐像

 本願寺  徳島市南島田町
- 聖徳太子伝暦 2巻

丈六寺 徳島市丈六町丈領
- 木造聖観音坐像
- 絹本著色細川成之像

八鉾神社 阿南市長生町
- 木造大己貴命立像
- 木造男神立像
- 二品家政所下文 長寛元年（附:紺紙金泥法華経 8巻）

 立江寺  小松島市立江町若松
- 絹本著色釈迦三尊像

 極楽寺  鳴門市大麻町桧
- 木造阿弥陀如来坐像

東林院 鳴門市大麻町大谷山田
- 木造弥勒菩薩坐像

 藤井寺  吉野川市鴨島町飯尾
- 木造釈迦如来坐像 久安四年、仏師経尋銘

 高越寺  吉野川市山川町木綿麻山
- 絹本著色仏涅槃図

 滝寺  三好市三野町大字加茂野宮
- 木造聖観音立像

 最明寺  美馬市脇町猪尻
- 木造毘沙門天立像

 大山寺  板野郡上板町神宅大山
- 銅経筒 大治元年銘（考古資料）

 鶴林寺  勝浦郡勝浦町生名鷲ヶ尾
- 木造地蔵菩薩立像

 童学寺  名西郡石井町城の内
- 木造薬師如来坐像

長楽寺 三好郡井川町中岡
- 絹本著色楊柳観音像

長善寺 三好郡東みよし町中庄
- 絹本著色金剛薩埵像・文殊菩薩像

個人
- 仲文章残巻

## 香川県

### 一覧 (1)
3件以上の重要文化財を有する社寺等で、ウィキペディア日本語版に記事があり、かつ、記事中に当該社寺等所有の文化財一覧が含まれているものについては、本欄に記載する。
以下の社寺等が所蔵する重要文化財については、リンク先の当該社寺、博物館等の項目を参照のこと。
金刀比羅宮、志度寺、善通寺、萩原寺、法然寺、水主神社、與田寺

### 一覧 (2)
一覧 (1) に記載した以外の社寺等所有の文化財については以下に記載する。
香川県（香川県立ミュージアム保管）
- ○藤原佐理筆詩懐紙
- 花園天皇宸翰消息（十二月二日）
- 清拙正澄墨蹟 平心字号
- 月江正印墨蹟 印可状
- 光厳院宸翰奉納心経 3巻 各巻に延元三年奥書
- 法華経 8巻 各見返しに絵あり
- 太刀 銘元重

 根香寺  高松市中山町
- 木造千手観音立像

弘憲寺 高松市錦町
- 木造不動明王立像
- 密教法具

 冠纓神社  高松市香南町由佐
- 万葉集 巻第十五残巻（天治本）

 香西寺  高松市香西西町
- 木造毘沙門天立像

屋島寺 高松市屋島東町
- 木造千手観音坐像
- 梵鐘 貞応二年銘

讃岐国分寺 高松市国分寺町国分
- 木造千手観音立像
- 銅鐘

 鷲峰寺  高松市国分寺町柏原
- 木造四天王立像

 田村神社  高松市一宮町
- 田村神社古神宝類

正花寺 高松市西山崎町
- 木造菩薩立像

開法寺 高松市牟礼町大町
- 板彫阿弥陀曼荼羅

東光寺 丸亀市本島町甲生
- 木造薬師如来坐像

正覚院 丸亀市本島町泊
- 木造観音菩薩立像・不動明王立像・毘沙門天立像
- 線刻十一面観音鏡像

妙法寺 丸亀市富屋町
- 紙本墨画蘇鉄図 四曲一双 与謝蕪村筆（附 紙本淡彩寒山拾得図4面、紙本淡彩山水図四曲三隻、紙本淡彩山水図四曲一隻、紙本淡彩寿老人図1幅、紙本墨画竹図1幅）

 神谷神社  坂出市神谷町
- 木造随身立像2躯

 白峯寺  坂出市青海町
- 木造頓證寺勅額

 鎌田共済会郷土博物館  坂出市本町
- 久米通賢関係資料

善通寺市
- 割竹形石棺 善通寺市磨臼山古墳出土（善通寺市民会館所在）

 金倉寺  善通寺市金蔵寺町
- 絹本著色智証大師像

大麻神社 善通寺市大麻町
- 木造天太玉命坐像
- 木造彦火瓊々杵命坐像

長福寺 さぬき市鴨部
- 木造薬師如来坐像

極楽寺 さぬき市長尾東
- 絹本著色両界曼荼羅図
- 木造薬師如来立像

願興寺 さぬき市造田是弘
- 乾漆聖観音坐像

 釈王寺  東かがわ市大谷
- 木造聖観音立像

白鳥神社 東かがわ市松原
- 太刀 銘正恒

 弥谷寺  三豊市三野町大見乙
- 金銅五鈷鈴

 妙音寺  三豊市豊中町上高野
- 木造阿弥陀如来坐像

法蓮寺 三豊市高瀬町下麻
- 木造不空羂索観音坐像

観音寺 観音寺市八幡町
- 木造仏涅槃像
- 絹本著色不動明王二童子像
- 絹本著色琴弾八幡本地仏像
- 絹本著色琴弾宮絵縁起

堂床区 綾歌郡綾川町滝宮堂床
- 木造十一面観音立像

法道寺 綾歌郡綾川町山田下
- 木造地蔵菩薩立像

聖通寺 綾歌郡宇多津町坂下西
- 木造千手観音立像

 道隆寺  仲多度郡多度津町北鴨
- 絹本著色星曼荼羅図

長勝寺 小豆郡小豆島町池田
- 木造伝池田八幡本地仏坐像3躯
- 梵鐘 建治元年

個人
- 東大寺写経文書 2通
- 弘福寺領讃岐国山田郡田図 1巻

個人
- ○肥前国風土記
- 周書 巻第十一断簡

個人
- 宋拓隋啓法寺碑 1帖

個人
- 太刀 銘兼氏（1967年指定）

個人
- 刀 銘長曽祢興里入道乕徹（1952年指定）

個人（香川県立ミュージアム保管）
- 太刀 銘真守造（1933年指定）

個人
- 短刀 銘国吉（1954年指定）
- 刀 折返銘備州長船景光（1964年指定）[2]

## 愛媛県

### 一覧 (1)
3件以上の重要文化財を有する社寺等で、ウィキペディア日本語版に記事があり、かつ、記事中に当該社寺等所有の文化財一覧が含まれているものについては、本欄に記載する。
以下の社寺、博物館等が所蔵する重要文化財については、リンク先の当該社寺、博物館等の項目を参照のこと。
- 大山祇神社
- 大宝寺

### 一覧 (2)
一覧 (1) に記載した以外の社寺等所有の文化財については以下に記載する。
松山市（松山市考古館保管） 
- 愛媛県朝日谷二号墳出土品[3][4]

東雲神社 松山市丸之内
- 短刀 銘国弘作
- 太刀 銘助包

太山寺 松山市太山寺町
- 木造十一面観音立像
- 木造十一面観音立像 6躯

 伊佐爾波神社  松山市桜谷町
- 太刀 銘国行

 石手寺  松山市石手
- 銅鐘 建長三年銘

 浄土寺  松山市鷹子町
- 木造空也上人立像

庄部落 松山市庄
- 木心乾漆菩薩立像・木造菩薩立像

宝蔵寺 今治市玉川町
- 木造釈迦如来立像 文永五年、大仏師興慶銘

真光寺 今治市東村
- 金銅密教法具

奈良原神社 今治市玉川町木地（管理団体：今治市）
- ○伊予国奈良原山経塚出土品（今治市玉川近代美術館保管）

東円坊 今治市大三島町宮浦
- 鈸子1対、銅鑼1口

保安寺 八幡浜市五反田
- 木造阿弥陀如来及両脇侍坐像（八幡浜市松柏 梅之堂保管）

 伊曽乃神社  西条市中野甲
- 与州新居系図 凝然筆

 西山興隆寺  西条市丹原町古田
- 銅鐘 弘安九年銘

保国寺 西条市中野甲
- 木造仏通禅師坐像

歯長寺 西予市宇和町伊賀上
- 歯長寺縁起

 出石寺  大洲市豊重乙
- 銅鐘（高麗鐘）

瑞龍寺 大洲市長浜町沖浦
- 木造十一面観音立像

宇和島伊達文化保存会 宇和島市御殿町
- 絹本著色豊臣秀吉像

建徳寺 北宇和郡松野町目黒
- 目黒山形関係資料

個人
- 仏鑑禅師墨蹟 贈臭庵居士偈 淳祐乙巳中夏七日

個人
- 剣 銘国永（所在不明）

個人
- 刀 無銘伝助真（1936年指定）（所在不明）

個人
- 怱那家文書（113通）9巻（附 絹本著色藤原親賢像、文書箱1合）

## 高知県

### 一覧 (1)
3件以上の重要文化財を有する社寺等で、ウィキペディア日本語版に記事があり、かつ、記事中に当該社寺等所有の文化財一覧が含まれているものについては、本欄に記載する。
以下の社寺、博物館等が所蔵する重要文化財については、リンク先の当該社寺、博物館等の項目を参照のこと。
恵日寺、北寺、金剛頂寺、竹林寺、土佐国分寺、豊楽寺、最御崎寺

### 一覧 (2)
一覧 (1) に記載した以外の社寺等所有の文化財については以下に記載する。
雪蹊寺 高知市長浜
- 木造薬師如来及び両脇侍像（附 木造十二神将立像10躯）
- 木造毘沙門天及び脇侍吉祥天・善膩師童子立像 湛慶作

宗安寺  高知市宗安寺
- 木造不動明王坐像
- 木造持国天・増長天立像

高知県（高知県立高知城歴史博物館保管）
- ○古今和歌集 巻第廿（高野切本）
- 長曽我部地検帳 368冊
- 太刀 銘備前国長船兼光 文和四年乙□十二月日
- 太刀 銘備前国長船兼光 建武三年丙子十二月日[5]

 安楽寺  高知市洞ヶ島町
- 木造阿弥陀如来坐像

 吸江寺  高知市吸江
- 木造地蔵菩薩坐像

 種間寺  高知市春野町秋山
- 木造薬師如来坐像

 秦神社  高知市長浜
- 絹本著色長宗我部元親像

 龍乗院  高知市比島町
- 絹本著色普賢延命像

掛川神社 高知市薊野中町
- 太刀 銘国時
- 太刀 銘康光

 禅師峰寺  南国市十市
- 木造金剛力士立像

 清瀧寺  土佐市高岡町丁
- 木造薬師如来立像

 青龍寺  土佐市宇佐町龍旧寺山
- 木造愛染明王坐像

正念寺 土佐市宇佐町宇佐
- 梵鐘 銘井手寺

太平寺 四万十市右山元町
- 木造海峯性公坐像
- 木造泉巌覚雲坐像

 延光寺  宿毛市平田町中山
- 銅鐘 延喜十一年銘

兎田八幡宮 香南市野市町兎田
- 銅剣（考古資料）

大日寺 香南市野市町母代寺
- 木造大日如来坐像
- 木造聖観音立像

 妙山寺  安芸市本町
- 木造聖観音立像

椙本神社 吾川郡いの町大国町
- 八角形漆塗神輿 弘長三年銘

 金林寺  安芸郡馬路村大字馬路
- 木造不動明王立像・木造毘沙門天立像

大乗院 高岡郡佐川町川内ヶ谷
- 木造薬師如来及両脇侍像

小村神社 高岡郡日高村下分
- 木造菩薩面 2面
- ○金銅荘環頭大刀拵・大刀身

養花院 吾川郡仁淀川町竹ノ谷
- 木造菩薩坐像

## 関連文献
- 文部省宗教局保存課編・刊行『国宝（宝物類）目録』、1940（参照：）
- 文化財保護委員会編・刊行『重要文化財目録 美術工芸品』、1952
- 文化財保護委員会編・刊行『指定文化財総合目録 昭和33年版（美術工芸品扁）』、1958
- 文化財保護委員会編・刊行『指定文化財総合目録 昭和43年版（美術工芸品扁）』、1968
- 文化庁編『国宝・重要文化財総合目録（美術工芸品編）』、1980、第一法規
- 文化庁監修『重要文化財』（全31巻別巻2巻）、毎日新聞社、1972-1982
- 文化庁監修『国宝・重要文化財大全』（全12巻別巻1巻）、毎日新聞社、1997-2000